# AIK Fotbolls säsong 2009
AIK deltog 2009 i Allsvenskan och Svenska cupen. Laget vann båda tävlingarna och blev därmed den femte svenska klubben att vinna en "dubbel". Den allsvenska förstaplatsen innebar ett nytt SM-guld vilket var den 11:e genom tiderna. SM-guldet gav AIK en kvalplats till Champions League säsongen 2010/2011.

## Intern skytteliga 2009
Avser allsvenskan:
- Iván Óbolo 9
- Antônio Flávio 5
- Saihou Jagne 4
- Nils-Eric Johansson 3
- Martin Kayongo-Mutumba 3
- Kenny Pavey 3
- Markus Jonsson 2
- Dulee Johnson 2
- Gabriel Özkan 2
- Viktor Lundberg 1
- Daniel Tjernström 1

Målstatistik:
- Mål totalt: 36
- Spelmål: 33
- Straffmål:2
- Självmål: 1

## Spelartruppen 2009
| Nr | Land      | Pos | Namn                              |
| -- | --------- | --- | --------------------------------- |
| 2  | Sverige   | F   | Patrik Bojent                     |
| 3  | Sverige   | F   | Per Karlsson                      |
| 4  | Sverige   | F   | Nils-Eric Johansson (Vice-kapten) |
| 5  | Argentina | MF  | Jorge Ortiz                       |
| 6  | Sverige   | F   | Walid Atta                        |
| 7  | Sverige   | MF  | Bojan Djordjic                    |
| 8  | Sverige   | MF  | Daniel Tjernström (Kapten)        |
| 9  | Slovenien | A   | Miran Burgic                      |
| 10 | Argentina | A   | Iván Óbolo                        |
| 11 | Brasilien | A   | Antônio Flávio                    |
| 12 | Finland   | MV  | Tomi Maanoja (långtidsskadad*)    |
| 13 | Sverige   | MV  | Niklas Rönn                       |
| 14 | England   | MF  | Kenny Pavey                       |
| 15 | Sverige   | MF  | Kevin Walker                      |

| Nr | Land          | Pos | Namn                   |
| -- | ------------- | --- | ---------------------- |
| 16 | Sverige       | F   | Pierre Bengtsson       |
| 17 | Sverige       | A   | Saihou Jagne           |
| 18 | Sverige       | F   | Markus Jonsson         |
| 19 | Sverige       | MF  | Martin Kayongo-Mutumba |
| 20 | Nederländerna | F   | Jos Hooiveld           |
| 21 | Sverige       | A   | Mikael Thorstensson    |
| 22 | Sverige       | MV  | Nicklas Bergh          |
| 24 | Sverige       | MF  | Daniel Gustavsson      |
| 25 | Sverige       | MF  | Yussuf Saleh           |
| 26 | Sverige       | A   | Pontus Engblom         |
| 27 | Sverige       | MV  | Daniel Örlund          |
| 28 | Sverige       | MF  | Viktor Lundberg        |
| 29 | Sverige       | MF  | Gabriel Özkan          |
| 30 | Liberia       | MF  | Dulee Johnson          |

- AIK tilldelade nummer 1 till sina supportrar år 2009 (som syftar på att supportrarna är viktigast för AIK), AIK är unika med detta och när AIK gick ut med detta sas också att AIK inte vill se supportrarna som den tolfte spelaren utan den viktigaste.
- Maanoja bröt benet allvarligt vid en försäsongsmatch 28 februari 2009 och deltog inte i en enda tävlingsmatch under säsongen 2009 till följd av detta.

## Övergångar

### Spelare in
Inför säsongen 2009:
- Martin Kayongo-Mutumba från Väsby United
- Mikael Thorstensson från Väsby United
- Viktor Lundberg från Väsby United
- Jos Hooiveld från FC Inter Åbo
- Pontus Engblom från IFK Sundsvall
- Daniel Gustavsson (fotbollsspelare) från Västerås SK
- Milos Petkovic från Vasalund (lån)

Under sommaren 2009:
- Nicklas Backman från Väsby United (lån)
- Nicklas Rönn från Väsby United (lån)
- Dulee Johnson från Maccabi Tel Aviv
- Antônio Flávio från EC Santo André

### Spelare ut
Inför säsongen 2009:
- Jorge Anchén
- Mats Rubarth
- Daniel Mendes, till Kalmar FF

Under sommaren 2009:
- Patrik Bojent, till Östers IF

## Klubben

### Tränarstab
Enligt 28 februari 2009:
- Huvudtränare: Mikael Stahre (assisterande: Andreas Alm & Christer Swärd)
- Målvaktstränare: Lee Baxter
- Fystränare: Thomas Lindholm

### Matchställ
- Tillverkare: Adidas
- Huvudsponsor: Åbro
- Hemmatröja: Svart tröja, vita byxor och svartgula strumpor.
- Bortatröja: Vit tröja, vita byxor och svartgula strumpor.
- Spelarnamn: Nej
- Övrigt: Byter matchställ vartannat år.

### Övrig information
- Ordförande:
- Sportchef: Björn Wesström (tillförordnad)
- Arena: Råsunda (kapacitet: cirka 35 000)

### Allsvenskan 2009
Huvudartikel: Fotbollsallsvenskan 2009.
Resultat för AIK den allsvenska säsongen 2009. Aktuell tabell finns hos Svenska Fotbollförbundet.
OBS: resultat är i AIK-favör
| Omgång | Datum             | Arena            | Motstånd       | Resultat   | Tävling     | TV      | AIK-målskyttar          | Publiksiffra |
| ------ | ----------------- | ---------------- | -------------- | ---------- | ----------- | ------- | ----------------------- | ------------ |
| 1      | 5 april 2009      | Råsunda          | Halmstad BK    | 1–0        | Allsvenskan | PPV     | Özkan                   | 21 867       |
| 2      | 13 april 2009     | Fredriksskans    | Kalmar         | 1–0        | Allsvenskan | Canal + | Óbolo                   | 6 042        |
| 3      | 16 april 2009     | Råsunda          | Malmö          | 0–1        | Allsvenskan | PPV     |                         | 16 936       |
| 4      | 19 april 2009     | Grimsta          | Brommapojkarna | 3–2        | Allsvenskan | PPV     | Lundberg, Óbolo, Jagne  | 6 755        |
| 5      | 23 april 2009     | Gamla Ullevi     | Örgryte        | 1–0        | Allsvenskan | PPV     | Óbolo                   | 3 540        |
| 6      | 29 april 2009     | Råsunda stadion  | Helsingborg    | 0–3        | Allsvenskan | Canal + |                         | 14 386       |
| 7      | 5 maj 2009        | Vångavallen      | Trelleborg     | 0–1        | Allsvenskan | PPV     |                         | 2 495        |
| 8      | 9 maj 2009        | Råsunda          | Häcken         | 2–0        | Allsvenskan | TV 4    | Jagne, Pavey            | 11 288       |
| 9      | 18 maj 2009       | Råsunda (b)      | Djurgården     | 1–0        | Allsvenskan | Canal + | Óbolo                   | 21 884       |
| 10     | 21 maj 2009       | Råsunda          | Elfsborg       | 0–0        | Allsvenskan | PPV     |                         | 14 637       |
| 11     | 25 maj 2009       | Strömvallen      | Gefle          | 0–1        | Allsvenskan | PPV     |                         | 6 937        |
| 12     | 28 maj 2009       | Råsunda (h)      | Hammarby       | 1–0        | Allsvenskan | Canal + | Jagne                   | 22 973       |
|        | Serieuppehåll     |                  |                |            |             |         |                         |              |
| 13     | 5 juli 2009       | Behrn Arena      | Örebro         | 1–1        | Allsvenskan | PPV     | Jagne                   | 11 158       |
| 14     | 13 juli 2009      | Råsunda          | Göteborg       | 1–0        | Allsvenskan | PPV     | Johansson               | 20 174       |
| 15     | 20 juli 2009      | Gamla Ullevi     | GAIS           | 2–2        | Allsvenskan | Canal + | Mutumba, Óbolo          | 5 010        |
| 16     | 27 juli 2009      | Råsunda          | GAIS           | 1–0        | Allsvenskan | PPV     | Johansson               | 16 651       |
| 17     | 30 juli 2009      | Swedbank Stadion | Malmö          | 0–0        | Allsvenskan | PPV     |                         | 15 485       |
| 18     | 8 augusti 2009    | Råsunda          | Brommapojkarna | 2–1        | Allsvenskan | PPV     | Jonsson, Óbolo          | 13 516       |
| 19     | 17 augusti 2009   | Örjans Vall      | Halmstad BK    | 2–1        | Allsvenskan | PPV     | Óbolo, Pavey            | 5 425        |
| 20     | 22 augusti 2009   | Råsunda          | Kalmar FF      | 1–1        | Allsvenskan | TV 4    | Johansson               | 18 488       |
| 21     | 29 augusti 2009   | Råsunda          | Trelleborg     | 1–0        | Allsvenskan | TV 4    | Johnson                 | 12 371       |
| 22     | 14 september 2009 | Rambergsvallen   | Häcken         | 2–0 aik.se | Allsvenskan | PPV     | Flávio, Óbolo           | 4 177        |
| 23     | 21 september 2009 | Råsunda          | Örgryte        | 3–0        | Allsvenskan | PPV     | Mutumba, Jonsson, Óbolo | 14 021       |
| 24     | 24 september 2009 | Olympia          | Helsingborg    | 2–3        | Allsvenskan |         | Självmål, Johnson       | 9 363        |
| 25     | 28 september 2009 | Råsunda (h)      | Djurgården     | 2–0        | Allsvenskan | Canal + | Flávio                  | 26 241       |
| 26     | 4 oktober 2009    | Borås Arena      | IF Elfsborg    | 0–0        | Allsvenskan | Canal + |                         | 12 917       |
| 27     | 17 oktober 2009   | Råsunda          | Gefle          | 1–0        | Allsvenskan | TV 4    | Özkan                   | 15 049       |
| 28     | 25 oktober 2009   | Råsunda (b)      | Hammarby       | 2–1        | Allsvenskan | Canal + | Flávio, Pavey           | 23 844       |
| 29     | 28 oktober 2009   | Råsunda          | Örebro SK      | 1–1        | Allsvenskan | Canal + | Mutumba                 | 23 735       |
| 30     | 1 november 2009   | Gamla Ullevi     | Göteborg       | 2–1        | Allsvenskan | Canal + | Flávio, Tjernström      | 17 233       |

Allsvenskan 2009 hade ett speluppehåll i juni 2009 främst på grund av landskamper i början av månaden samt U21-EM senare i samma månad.

### Svenska cupen 2009
| Datum            | Arena                   | Motstånd       | Resultat | Tävling               | TV   | AIK-målskyttar            | Publiksiffra |
| ---------------- | ----------------------- | -------------- | -------- | --------------------- | ---- | ------------------------- | ------------ |
| 26 april 2009    | Norrköpings Idrottspark | IFK Norrköping | 2–1      | Svenska cupen         | ?    | Djordjic, Óbolo           | 2 854        |
| 13 maj 2009      | Studenternas IP         | IK Sirius FK   | 1–0      | Svenska cupen         | ?    | Lundberg                  | 5 083        |
| 8 juli 2009      | Strandvallen            | Mjällby AIF    | 2–1      | Svenska cupen (kvart) | ?    | Óbolo, Mutumba            | 6 661        |
| 6 september 2009 | Råsunda                 | BK Häcken      | 3–2      | Svenska cupen (semi)  | TV 4 | Óbolo, Johansson, Jonsson | 8 117        |
| 7 november 2009  | Råsunda                 | IFK Göteborg   | 2–0      | Svenska cupen (final) | TV 4 | Óbolo, Flávio             | 24 365       |

### Träningsmatcher 2009
Enligt aikfotboll.se och/eller Svenska Fans.
| Datum            | Arena/Plats           | Motstånd              | Resultat | Tävling | Tid   | AIK-målskyttar                        | Publiksiffra |
| ---------------- | --------------------- | --------------------- | -------- | ------- | ----- | ------------------------------------- | ------------ |
| 7 februari 2009  | Skytteholms IP        | IFK Mariehamn         | 1–0      | Träning | 14:00 | Burgic                                | 3092         |
| 14 februari 2009 | Swedbank Park         | Västerås SK           | 4–2      | Träning | 13:00 | Óbolo, Thorstensson, Pavey, Johansson | 2011         |
| 17 februari 2009 | Skytteholms IP        | Syrianska             | 3–1      | Träning | 19:00 | Burgic, Saleh, Engblom                | 1193         |
| 21 februari 2009 | Skytteholms IP        | Örebro SK             | 3–1      | Träning | 14:00 | Burgic, Özkan, Óbolo                  | 2013         |
| 28 februari 2009 | Skytteholms IP        | Assyriska FF          | 0–0      | Träning | 14:00 |                                       | 1989         |
| 4 mars 2009      | Skytteholms IP        | Enköpings SK          | 3–0      | Träning | 19:00 | Saleh, Eriksson, Gustavsson           | 853          |
| 7 mars 2009      | Skytteholms IP        | TPS Åbo               | 0-0      | Träning | 14:00 |                                       | 1623         |
| 12 mars 2009     | Skytteholms IP        | Vasalunds IF          | 1-1      | Träning | 18:00 | Soria (provspelare)                   | 570          |
| 17 mars 2009     | Málaga                | FC Alania Vladikavkaz | 1-0      | Träning | 16:30 | Óbolo                                 |              |
| 28 mars 2009     | Råsunda               | GIF Sundsvall         | 4-1      | Träning | 13:00 | Mutumba, Óbolo, självmål              | 1732         |
| 9 april 2009     | Skytteholms IP        | Akropolis IF          | 3-1      | Träning | 13:30 | Engblom, Bojent                       | 200          |
| 17 juni 2009     | Norrtälje IP          | FC Inter Åbo          | 0-2      | Träning | 19:30 |                                       | 1193         |
| 27 juni 2009     | IP Hallstavik         | IFK Norrköping        | 1-1      | Träning | 13:00 | Jagne                                 |              |
| 12 augusti 2009  | Akalla Gårds Bollplan | Akropolis IF          | 2-0      | Träning | 18:30 | Engblom, Thorstensson                 | 650          |
| 1 september 2009 | Aspuddens IP          | Gröndals IK           | 0-0      | Träning | 18:00 |                                       | 507          |